# Indywidualne Mistrzostwa Szwecji na Żużlu 2003
Indywidualne Mistrzostwa Szwecji na Żużlu 2003 – cykl turniejów żużlowych, mających wyłonić najlepszych żużlowców szwedzkich. Tytuł wywalczył Stefan Dannö (Valsarna Hagfors).

## Finał
- Hagfors, 2 sierpnia 2003

| Msc. | Zawodnik           | Klub                   | Pkt |                 |  |
| ---- | ------------------ | ---------------------- | --- | --------------- |  |
| 1    | Stefan Dannö       | Valsarna Hagfors       | 17  | (3,2,3,3,3,3)   |  |
| 2    | Stefan Andersson   | Luxo Stars Målilla     | 10  | (2,3,3,2)       |  |
| 3    | Mikael Max         | Luxo Stars Målilla     | 8   | (3,2,2,1)       |  |
| 4    | Peter Karlsson     | Kaparna Göteborg       | 7   | (3,0,2,2,0)     |  |
| 5    | Freddie Eriksson   | Rospiggarna Hallstavik | 11  | (2,1,2,1,2,2,1) |  |
| 5    | Fredrik Lindgren   | Piraterna Motala       | 6   | (3,2,1)         |  |
| 7    | Antonio Lindbäck   | Masarna Avesta         | 13  | (3,3,1,3,3,0)   |  |
| 7    | Andreas Jonsson    | Rospiggarna Hallstavik | 6   | (2,1,3,t)       |  |
| 9    | Magnus Zetterström | Smederna Eskilstuna    | 10  | (1,3,3,0,2,1)   |  |
| 9    | Peter Ljung        | Luxo Stars Målilla     | 8   | (3,2,2,0,1)     |  |
| 11   | Robert Johansson   | Västervik Speedway     | 7   | (2,0,1,1,3,0)   |  |
| 11   | Daniel Nermark     | Vargarna Norrköping    | 7   | (0,2,2,2,1,0)   |  |
| 13   | Henrik Gustafsson  | Indianerna Kumla       | 7   | (3,3,0,1)       |  |
| 13   | Mattias Nilsson    | VMS Elit Vetlanda      | 4   | (2,0,1,0,1)     |  |
| 15   | Björn Gustavsson   | VMS Elit Vetlanda      | 8   | (1,3,3,1,0)     |  |
| 15   | Tobias Johansson   | Luxo Stars Målilla     | 0   | (0,0)           |  |
| 17   | Peter I. Karlsson  | Valsarna Hagfors       | 3   | (2,1,0)         |  |
| 17   | Magnus Karlsson    | Kaparna Göteborg       | 2   | (0,2,0)         |  |
| 19   | Jonas Davidsson    | Rospiggarna Hallstavik | 2   | (1,1)           |  |
| 19   | Emil Kramer        | Örnarna Mariestad      | 1   | (0,1)           |  |
| 21   | Rickard Sedelius   | Team Bikab Eskilstuna  | 1   | (1,0)           |  |
| 21   | Daniel Davidsson   | Smederna Eskilstuna    | ns  |                 |  |